# Barwedel
Barwedel er en kommune i Landkreis Gifhorn i den tyske delstat Niedersachsen. Den er en del af, og ligger i den nordlige del af amtet (Samtgemeinde) Boldecker Land.

## Nabokommuner
Barwedels nabokommuner er (med uret fra nord):
- Ehra-Lessien
- Tiddische
- Jembke
- Sassenburg
- Bokensdorf